# Camarzana de Tera
Camarzana de Tera es un municipio y localidad española de la provincia de Zamora y de la comunidad autónoma de Castilla y León.
Pertenece a la comarca de Benavente y Los Valles y su población es de 746 habitantes (INE 2024).

## Historia

### Prehistoria
Los vestigios más antiguos del pueblo se remontan a la Edad de Hierro, en la que el pueblo se asentaba en una zona elevada y muy protegida llamada “El Castro”, reiterando con este topónimo su identificación arqueológica. De las excavaciones arqueológicas llevadas a cabo, se han encontrado multitud de vasijas de cerámica y los cimientos de las típicas pallozas celtas, de forma circular. Tipológicamente presenta las características típicas de los asentamientos castreños enclavados en zonas no montañosas y relacionadas con los valles de los ríos, como pueden ser los de “La Corona-El Pesadero” en Manganeses de la Polvorosa, "La Sinoga-Los Cuestos de la Estación” en Benavente o la propia ciudad de Zamora.
El castro, como primitiva población, dejó paso a una nueva villa romana asentada a su abrigo. De esta época aún aparecen multitud de fragmentos de mosaicos romanos así como restos de infraestructuras urbanísticas como adoquines de calles o alcantarillado.

### Edad Media
En la Edad Media, el territorio en el que se asienta Camarzana quedó integrado en el Reino de León, cuyos monarcas habrían emprendido la repoblación del pueblo. En esta época, a través de las crónicas del monasterio de la población vecina de Santa Marta de Tera, tenemos constancia de la existencia de un pujante monasterio llamado de San Miguel que tuvo una gran actividad y que sufrió destrozos en el paso de Almanzor hacia Santiago de Compostela. Pero este monasterio no fue abandonado en estas fechas sino unos treinta años más tarde, ya que siguió recibiendo donaciones y la causa de su declive se debe más bien a las revueltas de ciertos personajes influyentes que terminaron expoliando a los monasterios pertenecientes a la diócesis de Astorga, a la cual pertenecía el monasterio de San Miguel de Camarzana. Lo más relevante de este monasterio, es la existencia de un scriptorium, en el que una comunidad de monjes dirigidos por Emeterio (autor del Beato de Gerona) se dedicaron al copiado e ilustración de los códices medievales que se prestaban los monasterios, entre los que no faltaba una copia del libro de Beato de Liébana. El colofón que Emeterio hace en el Beato de Girona donde aparecen los nombres de Fernando Flaginiz y Ecta Vitas (personajes vinculados a donaciones al monasterio de Camarzana) es suficiente prueba para pensar que aquí también se escribió, al igual que en San Salvador de Tábara, el Beato de Gerona ya que también pudo colaborar la monja Eude con sus ilustraciones.

### Edad Moderna y Contemporánea
En la Edad Moderna, Camarzana fue una de las localidades que se integraron en la provincia de las Tierras del Conde de Benavente y dentro de esta en la receptoría de Benavente.
No obstante, al reestructurarse las provincias y crearse las actuales en 1833, Camarzana pasó a formar parte de la provincia de Zamora, dentro de la Región Leonesa, quedando integrada en 1834 en el partido judicial de Benavente.

## Geografía
Integrado en la comarca de Benavente y Los Valles, se sitúa a 71 kilómetros de la capital provincial. El término municipal está atravesado por la autovía de las Rías Bajas A-52 y la carretera nacional N-525 entre los pK 24 y 33.
El relieve del municipio es predominantemente llano al estar definido por el valle del río Tera, que discurre por el sur del territorio de oeste a este. La altitud del municipio oscila entre los 785 m y los 702 m. El pueblo se alza a 731 m a los pies de una colina llamada El Castro (777 m). 
| Noroeste: San Pedro de Ceque | Norte: Brime de Sog y Santibáñez de Vidriales | Noreste: Granucillo          |
| Oeste: Vega de Tera          |                                               | Este: Santibáñez de Tera     |
| Suroeste: Melgar de Tera     | Sur: Melgar de Tera                           | Sureste: Santa Croya de Tera |

### Espacios naturales
El pueblo dispone de dos zonas claramente delimitadas y ricas en fauna y flora; por un lado el monte, donde predomina la encina con todo su cortejo (retamas, jara, tomillo) y se puede encontrar una gran variedad de pequeños mamíferos, como el conejo o la liebre. Gracias al aislamiento provocado por la construcción de la autopista A-52, los venados de la cercana sierra de la Culebra se han estabilizado en la zona. También se ha recuperado el cernícalo.
El bosque de ribera de las orillas del río alberga una flora exuberante de alisos y fresnos unida a un curso de agua cambiante que pasa de tranquilos remansos a pequeños rápidos, para delicia de los oídos. La población de pájaros cantores es abundante y no faltan tampoco poblaciones de patos migratorios.
Desgraciadamente, la fauna fluvial está prácticamente extinguida debido a la construcción de varias presas en el curso alto del río, lo que ha ocasionado una alteración antinatural de la temperatura del agua, con la imposibilidad de que los huevos de los peces eclosionen y así, poco a poco, han ido desapareciendo las poblaciones de trucha común, barbos o bogas que no hace muchos años hacían las delicias de todos los pescadores de la zona.

## Demografía
Camarzana de Tera cuenta con una población de 746 habitantes (INE 2024).
| Gráfica de evolución demográfica de Camarzana de Tera entre 1842 y 2021 |
| |
| Población de derecho según los censos de población del INE Población de hecho según los censos de población del INEEn 1857 crece el término del municipio porque incorpora a Cabañas de Tera, Santa Marta de Tera y San Juanico el Nuevo |

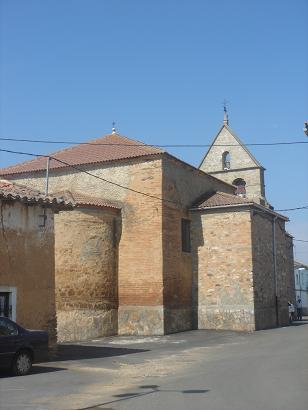
Iglesia de Camarzana

Analizando los datos existentes desde 1900, año en el que Camarzana contaba con 1366 habitantes, la población alcanza su máximo en 1950, cuando llega a los 1788. Desde entonces, siguiendo la tónica general de las zonas rurales en España, la población ha ido descendiendo. Entre 1986 y 2004, el municipio perdió el 26 % de su población. Entre 2004 y 2007 se produjo una leve recuperación, pero que a día de hoy no se mantiene pues el municipio va perdiendo población cada año. (INE).
Además de la localidad de Camarzana de Tera, el municipio está formado por otros tres núcleos de población: Santa Marta de Tera, San Juanico el Nuevo y Cabañas de Tera. Fueron municipios independientes hasta mediados del siglo XIX.
El actual padrón municipal de habitantes muestra el siguiente resumen numérico de población:
- Hombres: 384
- Mujeres: 362
- TOTAL: 746 habitantes

La localidad de Camarzana de Tera, sin tener en cuenta las otras localidades de las que está formado el municipio, tiene 453 habitantes, de los cuales 230 son hombres y 223 son mujeres (INE 2024).

## Economía
Actualmente el pueblo es una comunidad agrícola-ganadera y de servicios que sufre, como todos los núcleos rurales de la zona una despoblación progresiva. Algunos indicios de recuperación económica a través de las subvenciones a ciertos productos agrícolas y ganaderos unidos al turismo de temporada han comenzado a reactivar su economía.

## Administración y política

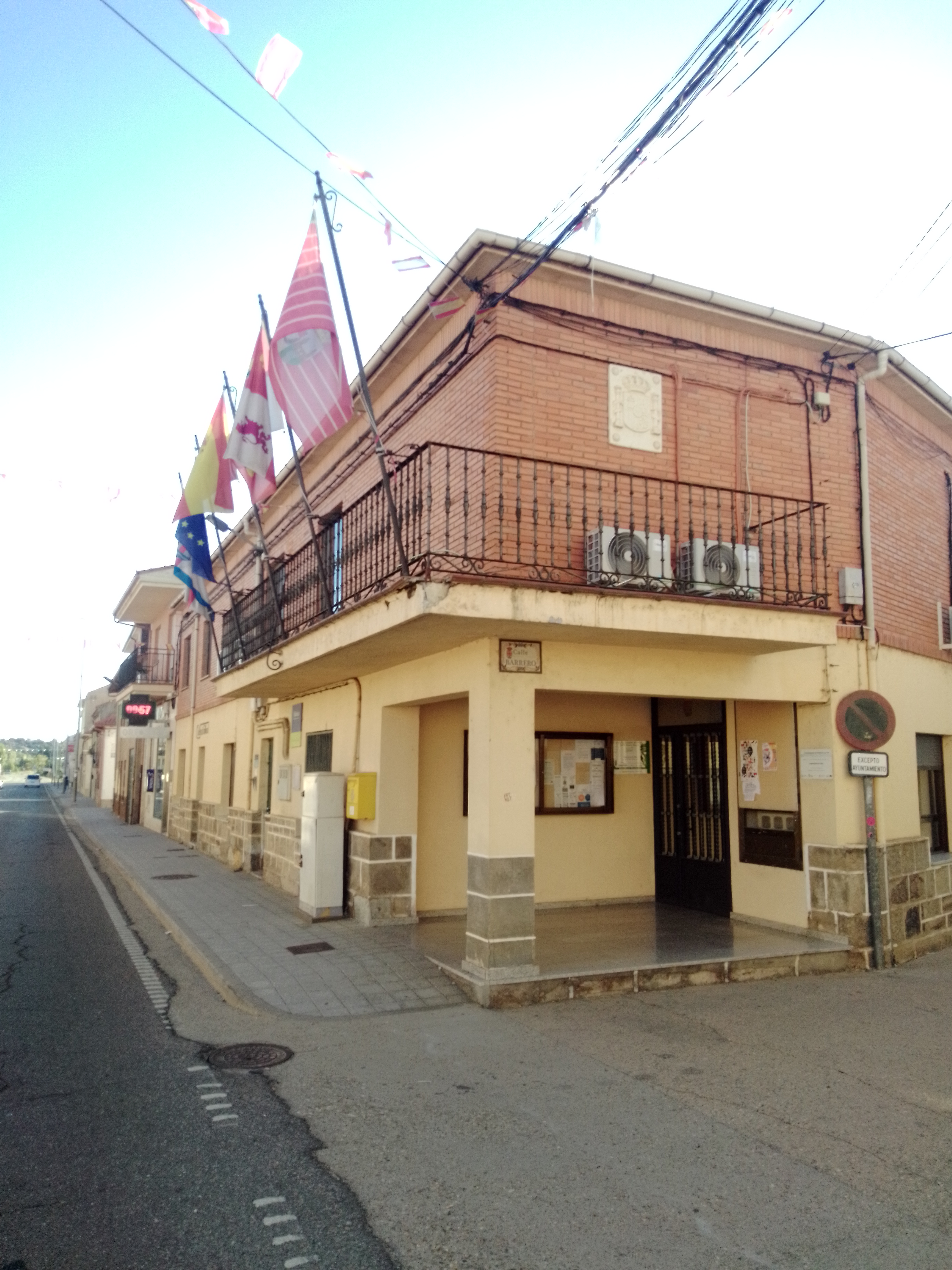
Casa consistorial

| Elecciones Municipales - Camarzana de Tera (2023) | Elecciones Municipales - Camarzana de Tera (2023) | Elecciones Municipales - Camarzana de Tera (2023) | Elecciones Municipales - Camarzana de Tera (2023) | Elecciones Municipales - Camarzana de Tera (2023) |
| Partido político                                  | Partido político                                  | Votos                                             | Votos                                             | Concejales                                        |
| ------------------------------------------------- | ------------------------------------------------- | ------------------------------------------------- | ------------------------------------------------- | ------------------------------------------------- |
|                                                   | Partido Popular (PP)                              | 276                                               | 60.65 %                                           | 5                                                 |
|                                                   | Partido Socialista Obrero Español (PSOE)          | 130                                               | 28.57 %                                           | 2                                                 |
|                                                   | Zamora Sí (ZSI)                                   | 38                                                | 8.35 %                                            | 0                                                 |
|                                                   | Izquierda Unida (IU)                              | 4                                                 | 0.87 %                                            | 0                                                 |

## Cultura

### Arte

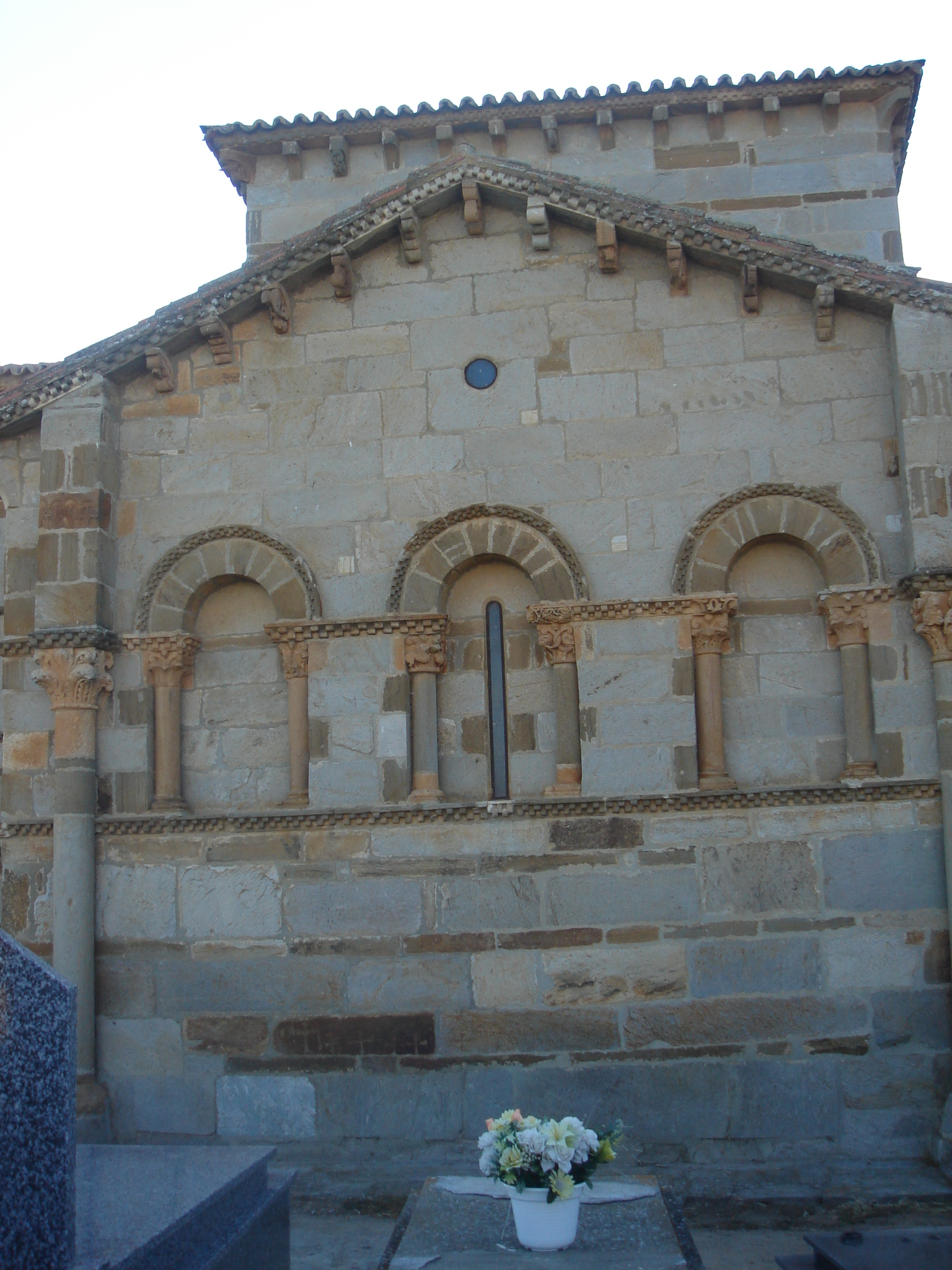
Monasterio de Santa Marta

Deben destacarse dos elementos arquitectónicos de gran interés: su iglesia parroquial, que aloja en su interior un bello retablo barroco y su ermita de la Trinidad en la que, a pesar del expolio, podemos admirar un bello retablo.
Mención aparte merece su arquitectura rural tradicional que aún conserva algunas muestras de casas de adobe y tapial con prácticos balcones de madera en la fachada y corredores también de madera en la parte posterior.

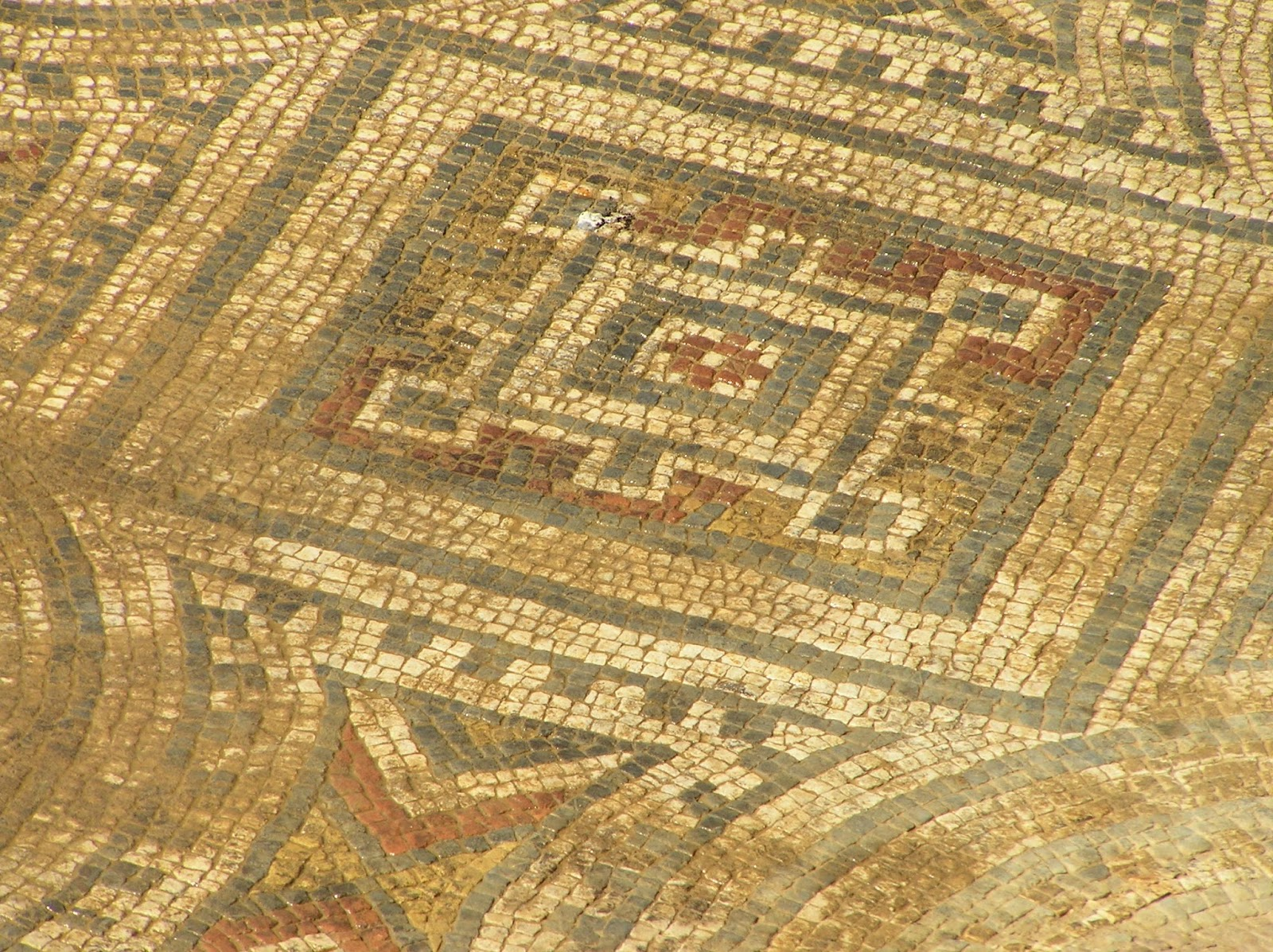
Mosaico villa romana Orpheus, pasillo 1

En el año 2007 se llevaron a cabo unas excavaciones arqueológicas que descubrieron unos mosaicos romanos en un solar del pueblo. Actualmente estos mosaicos forman parte de la villa romana de Orpheus. Dispone de visitas guiadas diarias de 12 a 14 horas, este horario se amplía en temporada de verano y los fines de semana.

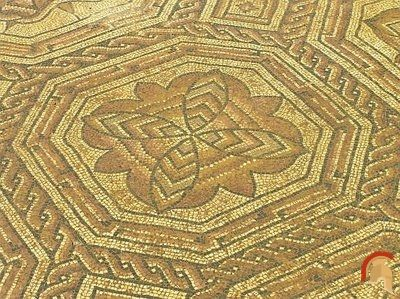
Mosaico villa romana

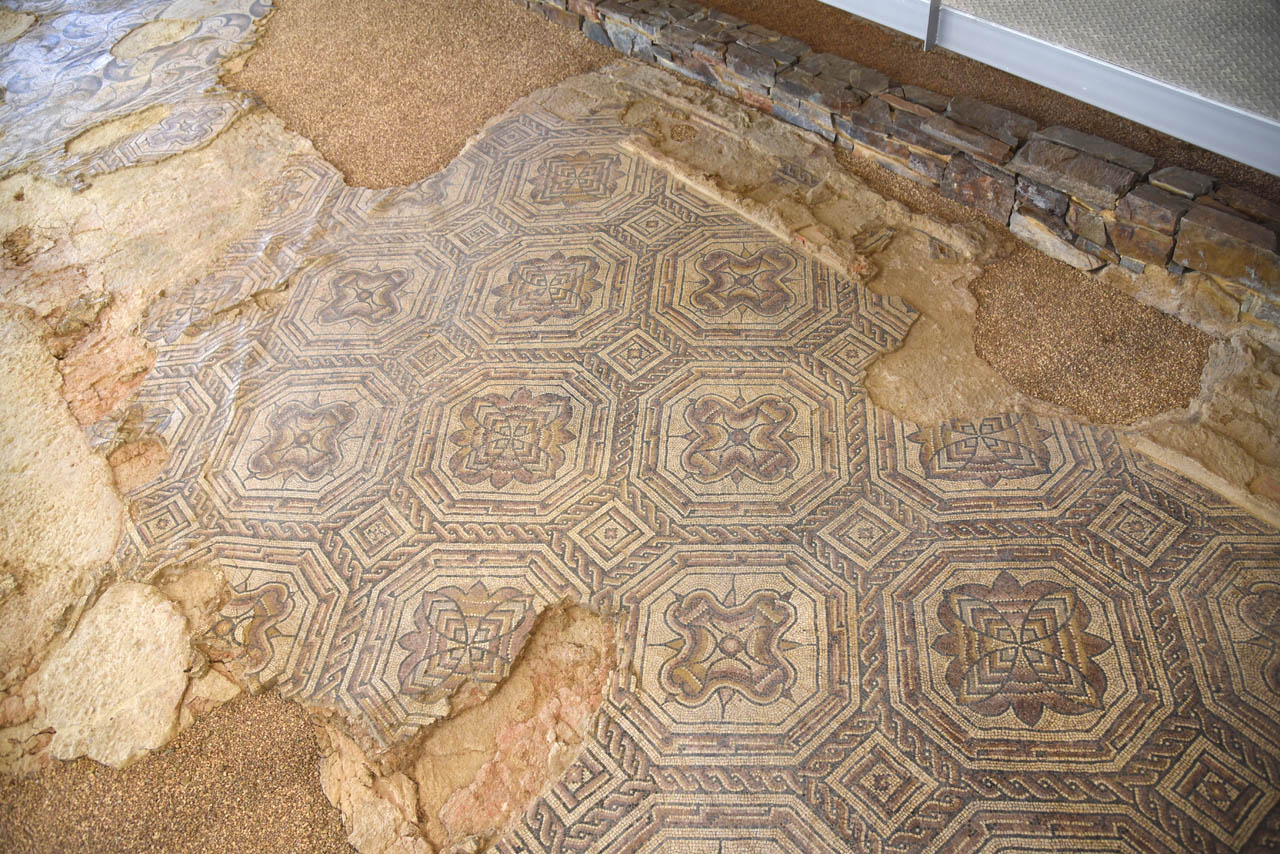
Mosaico villa romana

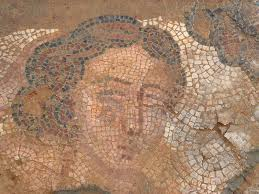
Mosaico villa romana. Rapto de Europa

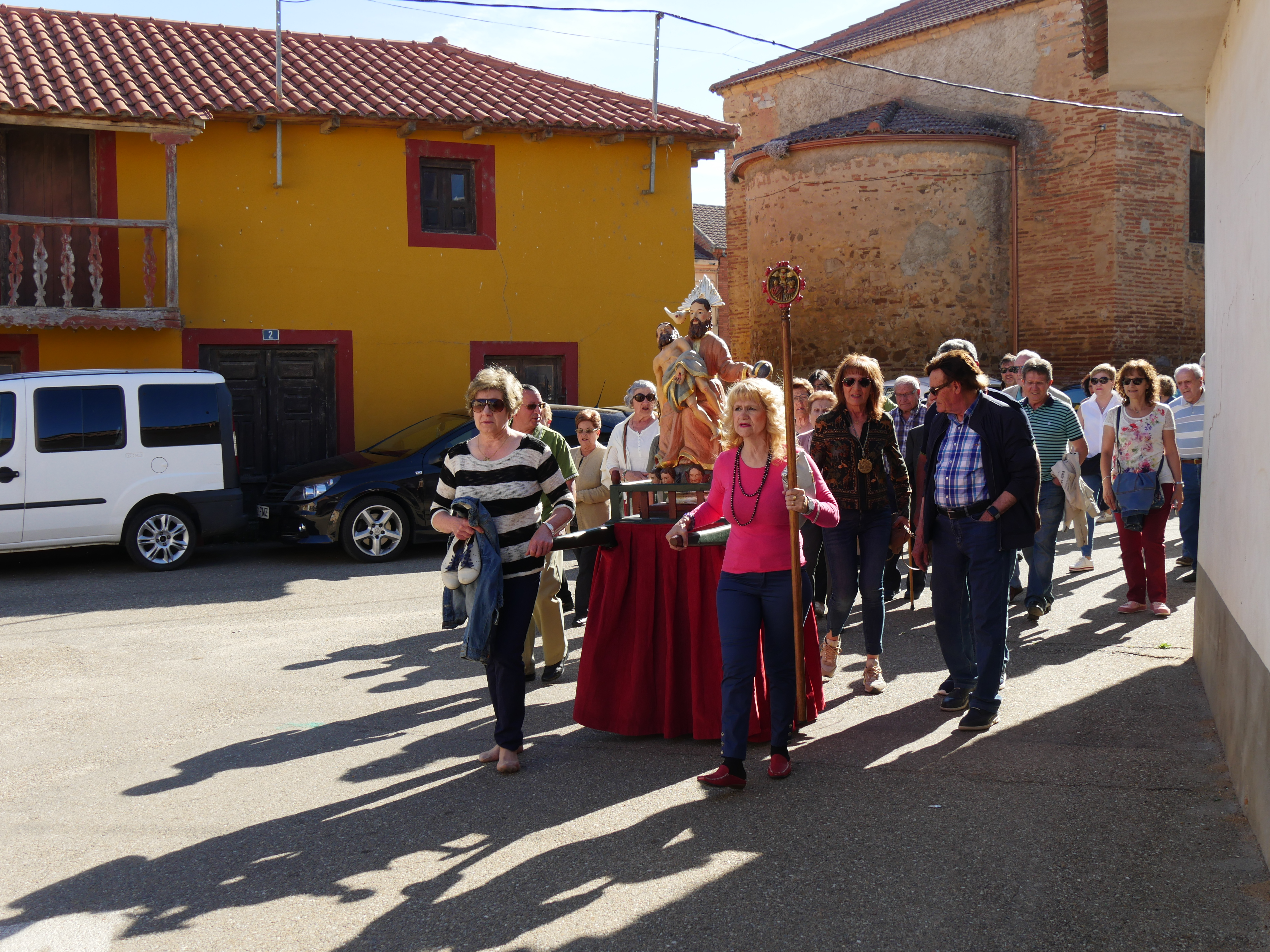
Ermita de la Trinidad

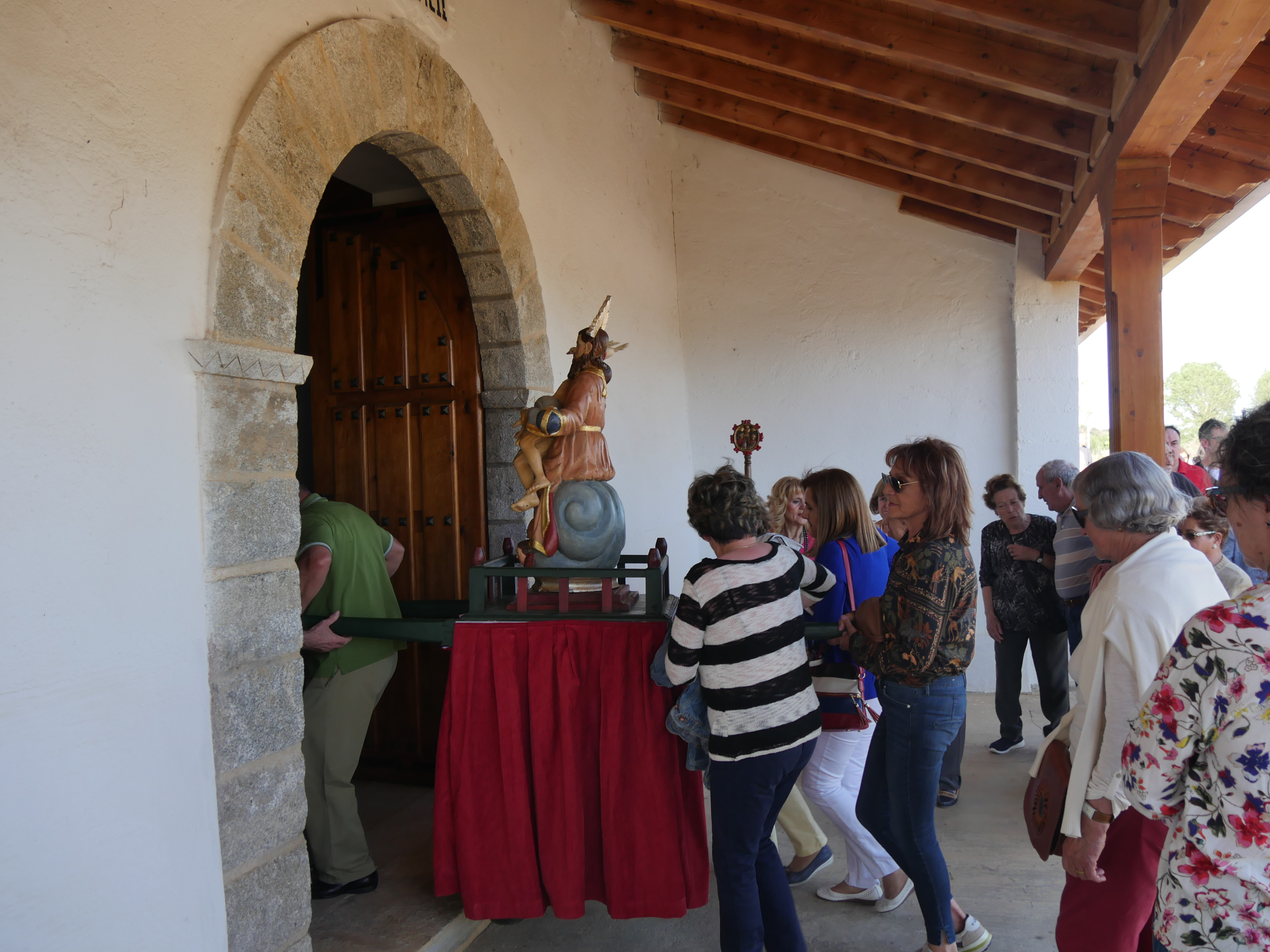
Ermita de la Trinidad

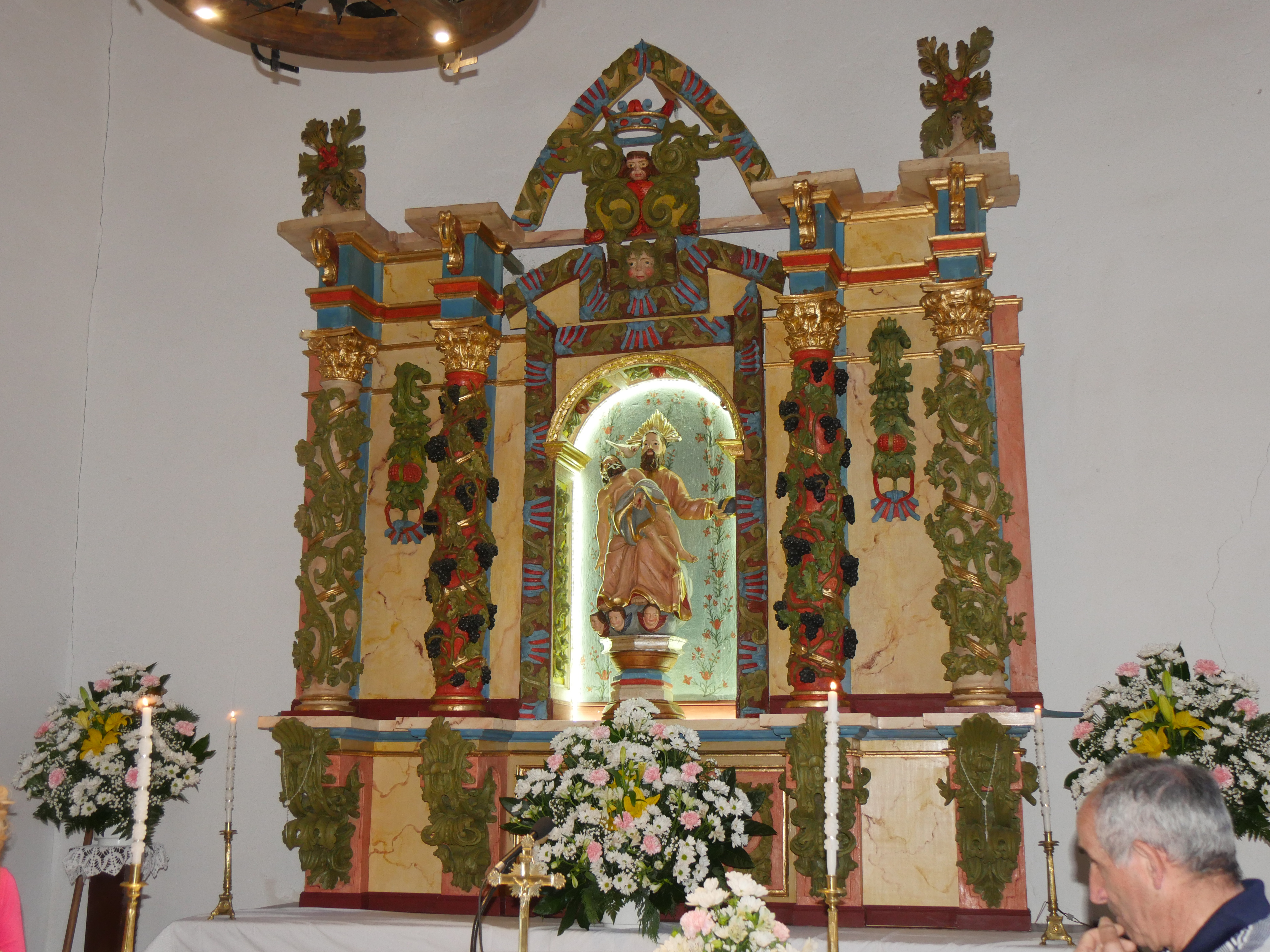
Ermita de la Trinidad

### Festividades
Merece destacarse la fiesta de la Trinidad, que se celebra en la ermita de su nombre y que data del siglo XVII; en ella, además de las ceremonias religiosas, los cofrades ofrecen a todos los asistentes el típico pan, queso y vino de la zona, que es degustado a la sombra de los fresnos y chopos que rodean a la ermita. Se celebra a finales de mayo o principios de junio, dependiendo de la fecha de la Semana Santa.
La fiesta patronal de La Asunción, el 15 de agosto, aún conserva algunos vestigios tradicionales del pasado, como la Procesión de la Asunción que recorre el día 15 las calles del pueblo y la de San Roque, al día siguiente, como agradecimiento a la cura de la peste bubónica, que se remonta a épocas medievales.

### Gastronomía

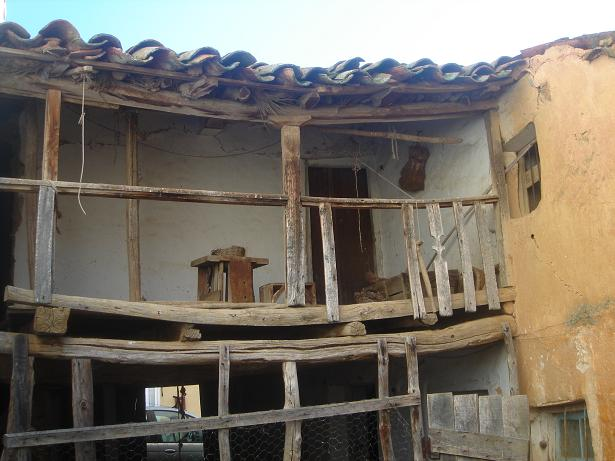
Corredor de una casa rural

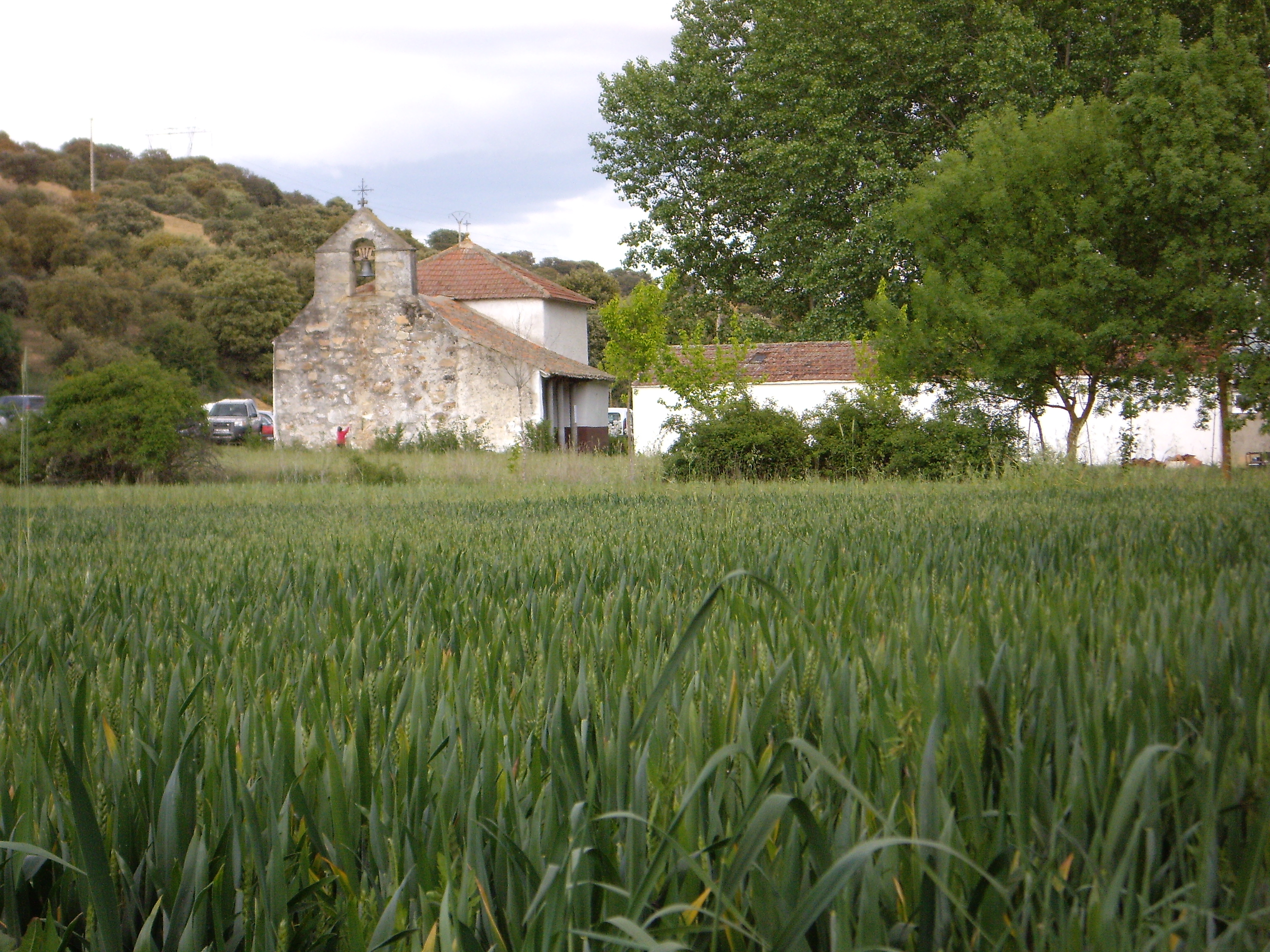
Ermita de la Trinidad

En cuanto a su gastronomía, merecen destacarse algunas recetas tradicionales relacionadas con los productos de la zona y de gran tradición familiar.
Una de estas recetas es el hígado de cerdo asado a la brasa: en la matanza del cerdo, una vez que se le extraía el hígado, este era asado en la brasa de la encina, se le rehogaba con aceite de oliva, vinagre y sal y, acompañado de un vaso de vino, se servía como aperitivo antes de la comida tradicional de la matanza.
Otra de las recetas asociadas a la matanza es un postre que actualmente resulta un poco fuerte, pero que para otras épocas era muy energético y necesario, dado el duro trabajo que se realizaba: los "cuscarones". Se elaboraban con manteca de cerdo, harina, agua y miel. Se mezclaba el agua y la manteca y cuando estaban muy calientes, se les añadía harina lentamente removiendo constantemente para evitar grumos; una vez que se espesaba se añadía la miel para darle un sabor dulce y se servía el postre muy caliente.

### Tradiciones agrícolas y ganaderas
Siega
Antiguamente con la llegada del verano aparecían una serie de faenas agrícolas relacionadas con los cereales (trigo, cebada o centeno). Esta faena pasaba por varias fases, todas ellas recogidas en la tradición literaria y musical de la zona. Se comenzaba por la siega de los cereales en las tierras, le seguía el acarreo (en carros de madera tirados por vacas) ya en las eras el trigo se disponía en grandes medas hasta que comenzase la trilla en la que se empleaban no solo a las vacas sino también a caballos, mulas e incluso burros. Una vez trillado, se emparvaba y se esperaba a que llegase el viento para limpiar la parva y separar así el trigo de la paja. La faena de la era se terminaba cuando la paja era llevada a los pajares para el sustento de la ganadería o para servir simplemente de cálida cama a los animales en los fríos inviernos.
Vendimia
Otra de las tradiciones, aún conservada, es la vendimia. El pueblo dispone de un número considerable de viñas aunque no hay una variedad predominante, por lo que no podemos hablar de un vino selecto aunque si ecológico y artesanal debido a su composición y elaboración. Antiguamente la vendimia se realizada en talegones de mimbre en los que se recogía la uva que era transportada al lagar de las bodegas excavadas manualmente en los barreros que rodean al pueblo. Una vez extraído el mosto, se introducía en grandes cubas de roble y allí junto con los rabos y casullos de la uva se dejaba fermentar hasta que una vez reposado y perdido su dulzor se comenzaba a consumir como vino joven para alegrar las largas veladas invernales, las felices celebraciones familiares (bodas, bautizos...) así como también estaba presente en las tristes despedidas de los seres queridos (quizás por el dicho de olvidar las penas).
Matanza del cerdo
Otra de la tradiciones que aún se conserva en Camarzana de Tera es la matanza del cerdo. Esta era una faena que implicaba a todos los miembros de la familia, desde el abuelo hasta el más pequeño y también era un motivo para reunir a todos los familiares ya que no solo participaban los más cercanos sino que también los tíos, primos y parientes. Incluso los vecinos eran invitados a tal esperado festín. Las matanzas comenzaban cuando las primeras heladas hacían su aparición, a mediados de noviembre y se extendían hasta principios de febrero. Una vez que el cerdo era amarrado a un banco de madera y sujetado por los hombres más fuertes, el matarife con su cuchillo cumplía con su función de una manera impecable y la sangre era recogida en un barreño ya que era uno de los condimentos de múltiples platos.
Una vez muerto el cerdo, era chamuscado con "encaños" de pajas de centeno que se habían hecho en la época de la trilla; seguidamente se lavaba empleando para ello tejas y agua muy caliente. Por fin el cerdo se abría y se extraía el interior que se guardaba en baldes para proceder a su lavado para conseguir las tripas donde se envasarían los chorizos. El cerdo era expuesto durante 24 horas en un cuarto frío y al día siguiente se le deshacía, separando las diferentes partes para su consumo inmediato o posterior: jamones, espalda, espinazo, orejas, etc. Con la carne se elaboraban los "chichos" con pimentón, ajo, orégano y agua, que servía para envasarlos en tripas y elaborar el tradicional chorizo zamorano. Los jamones se salaban y se consumían llegado el verano. Aún quedaba otra faena que era la de deshacer la manteca, faena que se realizaba en una gran caldereta de cobre colgada, puesta sobre el fuego en la que se añadía parte del tocino del cerdo. Una vez extraída la grasa, ésta se almacenaba en barreños y servía como condimento de la mayor parte de las recetas culinarias tradicionales (desde las sopas de patatas de los desayunos hasta las sopas de ajo de la cena).

## Equipamientos y servicios públicos
Camarzana de Tera cuenta con varios servicios públicos y privados destacados que lo convierten en un pequeño núcleo de la zona.
- En primer lugar cabe destacar el cuartel de la guardia civil.
- A su lado se encuentra el colegio CEIP El Tera.
- El instituto de secundaria y bachiller IES Los Valles.
- Centro de salud de Camarzana de Tera (donde también hay urgencias).
- Gasolinera
- Hostal
- Farmacia
- Iglesia
- Edificio de usos múltiples del ayuntamiento

## Monumentos y lugares de interés
- Río Tera y playa fluvial: Se encuentra a 1 km del pueblo, y se puede llegar a través de carretera y carril bici/peatonal a través de la ZA-105 en dirección Pumarejo de Tera.
- Frontón cubierto: Lugar donde se puede jugar al frontenis y fútbol sala; además de otros acontecimientos.
- Pista de Baile: Llamado comúnmente "La Pista", es donde se organizan los conciertos de las bandas y orquestas en verano, además del tradicional chupinazo. Todo ello en el mes de agosto.
- El Castro: monte situado en el noroeste del pueblo, desde él se puede visualizar todo el pueblo y sus tierras al sur; tiene vestigios de asentamientos antiguos.
- Campo de fútbol: situado a la entrada del pueblo desde la autovía A-52; bien cuidado y donde juegan el equipo local sénior y los de categorías inferiores.
- El regato: se trata de un pequeño arroyo que discurre cerca del río, mítico lugar de pesca de cangrejos.
- Parque: situado cerca del campo de fútbol y el regato. Su cierta lejanía con el centro del pueblo hace que no sea muy visitado por niños ni familias.